# Universidad del Noreste Tampico
Universidad del Noreste (UNE), es una universidad mexicana privada fundada en 1970, siendo la primera institución de educación superior establecida en el estado de Tamaulipas. Localizada en el municipio de Tampico. Recibe alumnado local y de todo el mundo, siendo una de las universidades privadas más grandes de la región.

## Organización
La UNE tiene diversas facultades, a las cuales denomina "Áreas", siendo mayormente conocida por su área en "Ciencias de la Salud" enfocada en las ciencias médicas. Con Licenciaturas y estudios de posgrado. También cuenta con áreas de artes, comunicación, humanidades, administrativas y económicas.
La universidad tiene su escuela preparatoria Preparatoria UNE, o coloquial mente denominada "Prepa UNE", una escuela de Educación media superior, esta misma, imparte 4 especialidades técnicas en las cuales son:
- Área de Negocios y Turismo
- Área de Laboratorios Experimentales
- Área de Tecnologías de la Información y Robótica
- Área de Comunicación y Expresión gráfica
- Área de Artes, Educación y Humanidades

## Historia
La Universidad fue fundada el 2 de septiembre de 1970 por un grupo de médicos locales que se inspiraron con nuevas ideas para una mejor educación en México. Estas personas fueron dirigidas por el Dr. José Sierra Flores, un cirujano.
Fue nombrada inicialmente como "Instituto de Ciencias Biológicas del Noreste", y empezó como escuela de medicina, contando solo con la carrera de Médico Cirujano, la escuela de medicina portaba el nombre del "Dr. José Sierra Flores" nombre que se conserva hasta la actualidad.
La Une ha sido pionera en educación de Tamaulipas, con diferentes licenciaturas, en química y biología farmacéutica, ciencias biológicas, psicología, diseño gráfico; y algunos másteres en ecología y terapia familiar.
En los años 90s la une estableció su escuela preparatoria, la denominada "Prepa UNE o La prepa de la une", durante esta década la une fue acreditada por la Federación de Instituciones Mexicanas Particulares de Educación Superior (FIMPES).
En el año 2000, La Une empezó su "Plan moderno educacional 2000", durante este mismo abrió su centro de idiomas extranjeros.
En 2005, La une recibió la acreditación por la Asociación Nacional de Universidades e Instituciones de Educación Superior (ANUIES).
En 2007, la escuela de medicina abrió el Centro de enseñanza de aptitudes y habilidades médicas, que es propio de la universidad (CEDAM), el primer Centro de simulación médica en Tamaulipas, El CEDAM es un hospital-simulador en el que los alumnos pueden practicar procedimientos médicos con pacientes robóticos, mejorando sus habilidades.
En 2008, el Departamento Académico de Ciencias de la Salud abrió´dos nuevas escuelas, la escuela de enfermería y la escuela de Nutriología, durante este año, la escuela recibió un premio de excelencia académica de la Secretaría de Educación Pública (SEP), por tener más del 80 por ciento de su alumnado egresado en posgrados y maestrías.
En 2009, el Departamento de Educación de Postgrado abrió el Máster en Ciencias Médicas y la educación de Aprendizaje semipresencial, comenzando la Educación a Distancia UNE a través de UNE Virtual.
En 2010, el CEDAM se mudó a una instalación mejor, adquiriendo equipo robótico más nuevo para que los médicos, enfermeras jóvenes (estudiantes del Departamento de Ciencias de la Salud) puedan trabajar juntos en el Centro de Simulación Médica.

## Escuela de Medicina de la UNE
La Escuela de Medicina de la UNE está aprobada por el gobierno de México para otorgar el grado de Médico Cirujano. La Escuela de Medicina de la UNE ha sido reconocida por su formación académica y clínica; Una de ellas es la acreditación del Consejo Mexicano para la Acreditación de la Educación Médica (COMAEM). La Escuela de Medicina también figura en la Organización Mundial de la Salud.

### Centro de Enseñanza de Habilidades y Aptitudes Médicas
En 2007, la Escuela de Medicina abrió el Centro de Enseñanza de Aptitudes y Habilidades Médicas (CEDAM), el primer Centro de Simulación Médica en el estado de Tamaulipas. El CEDAM es un Centro de Simulación Médica en el que los estudiantes pueden practicar procedimientos médicos con pacientes robóticos.
En 2010, CEDAM se trasladó a una instalación más grande, adquiriendo el equipo robótico más nuevo para que los médicos, enfermeras y nutricionistas jóvenes (estudiantes del Departamento de Ciencias de la Salud) puedan trabajar juntos en el Centro de Simulación Médica.

### Entrenamiento Clínico
El programa médico de la Universidad de medicina es aprobado para el entrenamiento clínico local, clínicas nacionales e internacionales y hospitales afiliados, entre ellos hospitales en los Estados Unidos, como Texas, Nueva York, Ilinois y Nueva Jersey; y demás países incluyendo Puerto Rico, Suiza y Venezuela.
Solo en México, la Escuela de Medicina de la UNE tiene acuerdos con más de 50 hospitales, incluido el Instituto Nacional de Ciencias Médicas y Nutrición Salvador Zubiran, el Hospital Médica Sur y el Hospital Christus Muguerza.

## Departamentos Académicos y escuelas
El personal docente e investigador de la UNE se divide en cinco departamentos académicos, que a su vez se dividen en 20 escuelas multidisciplinarios. Estos departamentos académicos, cada uno encabezado por un Decano Ejecutivo, son los siguientes:

### Departamento de Ciencias de la Salud
- Escuela de Medicina
- Escuela de enfermería
- Escuela de Nutrición

### Departamento de Química y Biología Química
- Escuela de Farmacología
- Escuela de Química Clínica
- Escuela de Química Industrial
- Escuela de Ciencias Biológicas
- Escuela de Ciencias del Ambiente

### Departamento de Artes, Educación y Humanidades
- Escuela de Comunicación Digital
- Escuela de Diseño gráfico y Artes de Multimedia
- Escuela de Marketing y Publicidad
- Escuela de Ciencias de la Comunicación
- Escuela de diseño interior
- Escuela de Educación Preescolar
- Escuela de Inclusión Educativa

### Departamento de Ciencias Económicas y Administrativas
- Escuela de Turismo y Gestión Hotelera
- Escuela de Contabilidad y Finanzas
- Escuela de Informática e Ingeniería Electrónica.
- Escuela de Ingeniería Industrial

## Acreditación y Afiliación

### Escuela de Medicina
- COMAEM - Consejo Mexicano para la Acreditación de la Educación Médica.
- AMFEM - Asociación Mexicana de Escuelas y Facultades de Medicina.
- OMS - Organización Mundial de la Salud
- CONAHEC - Consorcio para la Colaboración de Educación Superior de América del Norte
- UDUAL - Unión de Universidades de América Latina y el Caribe
- Tribunal Puertorriqueño de Médicos

### Otras acreditaciones
- FIMPES - Federación de Instituciones Privadas Mexicanas de Educación Superior
- SEP - Reconocimiento de Excelencia Académica por la Secretaría de Educación Pública
- ANUIES - Asociación Nacional de Universidades e Instituciones de Educación Superior
- AMBC - Asociación Mexicana de Bioquímica Clínica, A.C.
- ENCUADRE - Asociación Mexicana de Escuelas de Diseño Gráfico.
- CONEICC - Consejo Nacional de Docencia e Investigación en Ciencias de la Comunicación.
- ANECO-Asociación Nacional de Estudiantes de Comunicación.
- CNEIP - Consejo Nacional de Docencia e Investigación en Psicología.
- ANFECA - Asociación Nacional de Escuelas y Facultades de Contabilidad y Administración
- CACECA - Consejo de Acreditación de la Enseñanza en Contabilidad y Administración.